# Alô, Alô Marciano
Alô, Alô Marciano é uma canção composta por Rita Lee e Roberto de Carvalho, e foi gravada pela cantora Elis Regina, sendo colocado no álbum de 1980 Saudade do Brasil. A canção foi laçador como um compacto simples. Rita Lee regravou a canção no álbum Rita Lee em Bossa 'n' Roll de 1991 e no Acústico MTV: Rita Lee de 1998.

## Composição e história
A faixa foi escrita depois que a Elis Regina pediu para a dupla Rita Lee e o Roberto de Carvalho escrevessem uma canção que seria diferente das canções que ela cantava. A canção é uma conversa sobre uma pessoa falando pelo telefone para um marciano sobre as coisas que estão acontecendo na terra.

## Videoclipe
A canção teve um videoclipe que foi transmitido no Fantástico, o clipe usa efeitos especiais para multiplicar a Elis Regina.

## Recepção critica
No Jornal do Brasil, o crítico Maria Helena Dutra chamou faixa em sua cobertura da Rede Globo de terrível.